# 高山黄花茅
高山黄花茅（学名：Anthoxanthum odoratum var. alpinum）为禾本科黄花茅属下的一个变种。